# Falcon (Carolina del Nord)
Falcon és una població dels Estats Units a l'estat de Carolina del Nord. Segons el cens del 2000 tenia 328 habitants.

## Demografia
Segons el cens del 2000, Falcon tenia 328 habitants, 84 habitatges i 58 famílies. La densitat de població era de 101,3 habitants per km².
Dels 84 habitatges en un 27,4% hi vivien nens de menys de 18 anys, en un 53,6% hi vivien parelles casades, en un 9,5% dones solteres, i en un 29,8% no eren unitats familiars. En el 22,6% dels habitatges hi vivien persones soles el 10,7% de les quals corresponia a persones de 65 anys o més que vivien soles. El nombre mitjà de persones vivint en cada habitatge era de 2,5 i el nombre mitjà de persones que vivien en cada família era de 2,98.
Per edats la població es repartia de la següent manera: un 32% tenia menys de 18 anys, un 7% entre 18 i 24, un 20,1% entre 25 i 44, un 14% de 45 a 60 i un 26,8% 65 anys o més.
L'edat mediana era de 36 anys. Per cada 100 dones de 18 o més anys hi havia 78,4 homes.
La renda mediana per habitatge era de 31.125 $ i la renda mediana per família de 38.500 $. Els homes tenien una renda mediana de 28.750 $ mentre que les dones 23.250 $. La renda per capita de la població era de 10.387 $. Entorn del 3,3% de les famílies i el 17,6% de la població estaven per davall del llindar de pobresa.

## Poblacions més properes
El següent diagrama mostra les poblacions més properes.